# Palicus lucasii
Palicus lucasii är en kräftdjursart som beskrevs av M. J. Rathbun 1898. Palicus lucasii ingår i släktet Palicus och familjen Palicidae. Inga underarter finns listade i Catalogue of Life.